# Elatine fauquei
Elatine fauquei là một loài thực vật có hoa trong họ Elatinaceae. Loài này được Monod mô tả khoa học đầu tiên năm 1950.